# Goldbach (Kammeltal)
Goldbach ist ein Gemeindeteil von Kammeltal im schwäbischen Landkreis Günzburg in Bayern.

## Lage
Das Kirchdorf liegt etwa zwei Kilometer nördlich von Ettenbeuren. Es ist von der Staatsstraße 2024 aus über die Kreisstraße GZ 17 zu erreichen.

## Geschichte

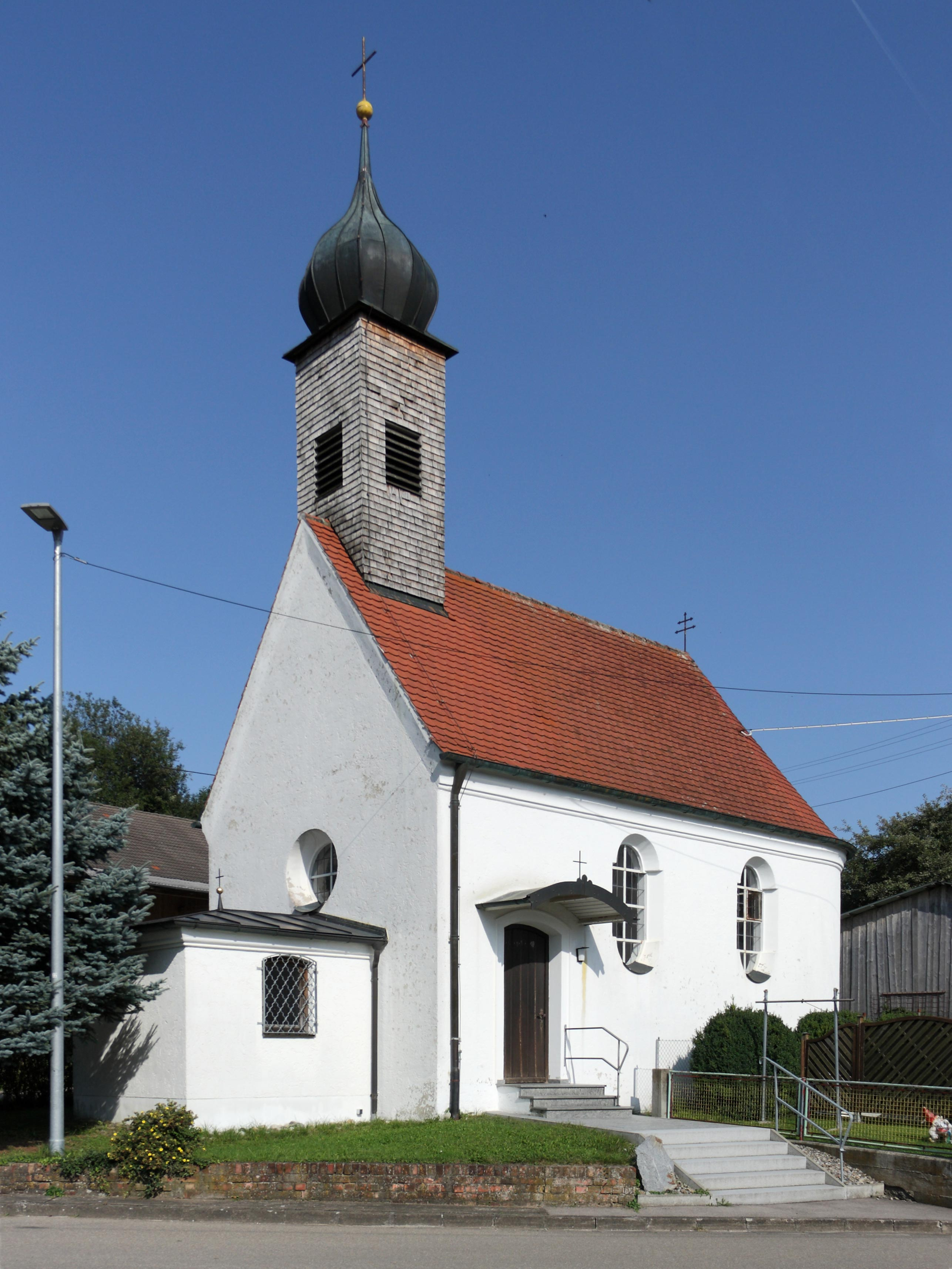
Kapelle Sankt Wendelin

Der Ort gehörte bereits im 13. Jahrhundert dem Kloster Wettenhausen.
Die bis zur Gemeindegebietsreform selbständige Gemeinde Goldbach, bestehend aus dem Hauptort und dem Ortsteil Hartberg, wurde am 1. Juli 1972 mit weiteren Gemeinden zur neugegründeten Gemeinde Kammeltal zusammengefasst.

## Bevölkerungsentwicklung
Es handelt sich um Einwohnerzahlen nach dem jeweiligen Gebietsstand bis 1970 und ohne die heute zugehörigen Ortsteile. Die Bevölkerungszahl im Ort von 1987 wurde als Gemeindeteil der Gemeinde Kammeltal angegeben. Die Zahlen sind Volkszählungsergebnisse mit Archivierungen des Internetportals Bavarikon des Freistaats Bayern.
| Jahr      | 1871 | 1925 | 1950 | 1970 | 1987 |
| Einwohner | 178  | 168  | 252  | 191  | 247  |

## Sehenswürdigkeiten
- Kapelle Sankt Wendelin